# Onitis setosus
Onitis setosus là một loài bọ cánh cứng trong họ Bọ hung (Scarabaeidae).